# دریاچه طوفان
دریاچه طوفان (به انگلیسی: Hurricane Lake ) یک دریاچه در شهرستان کاتن‌وود، مینه‌سوتا در ایالت مینه‌سوتا است.
نام دریاچه طوفان از گردبادی گرفته شد که درختان ساحل دریاچه را صاف کرد.

## منبع
1. ↑  سامانه اطلاعات نام‌های جغرافیایی ایالات متحده آمریکا: دریاچه طوفان